# Kinh tế Cộng hòa Ireland
Kinh tế Cộng hòa Ireland là nền kinh tế hiện đại, phụ thuộc vào thương mại, với mức tăng trưởng cao, trung bình là 10% từ năm 1995–2000. Nông nghiệp trước đây là một trong những lĩnh vực quan trọng nhất, hiện nay đã bị thu nhỏ bởi công nghiệp chiếm tới 46% GDP, khoảng 80% lượng xuất khẩu, và tạo ra 29% việc làm cho lực lượng lao động. Mặc dù xuất khẩu vẫn là động lực chính cho sự tăng trưởng nhanh của Ireland, nền kinh tế cũng được hưởng lợi từ việc tăng sự tiêu dùng và sự phục hồi cả ở lĩnh vực xây dựng và đầu tư kinh doanh. Tỉ lệ lạm phát hàng năm là 5.1% năm 2007, đây là tỉ lệ lạm phát cao nhất so với những năm gầy đây, với tỉ lệ 3% đến 4%. Tính theo chỉ số lạm phát HICP của EU, tỉ lệ lạm phát của Ireland là 2,7%, ngược với lệ trung bình của EU là 1,8%. Lạm phát về giá nhà ở cũng tham gia vào nền kinh tế (giá nhà trung bình ở đây là 251.281 Euro năm 2005). Tỉ lệ thất nghiệp tương đối thấp nhưng đang tăng  và có tới trên 30.000 việc làm có thể bị mất từ năm 2007 đến năm 2008 được cho là do sự chậm lại trong xây dựng nhà cửa. Thu nhập tăng nhanh giống như các ngành dịch vụ gồm dịch vụ công cộng, bảo hiểm, chăm sóc sức khỏe, luật..v.v. Dublin, là thủ đô của đất nước, xếp thứ 16 trên thế giới, trong một cuộc khảo sát năm 2006
Cộng hòa Ireland có thu nhập bình quân đầu người cao thứ hai trong các nước EU, xếp sau Luxembourg, và đứng thứ 4 trên thế giới. Năm 2005, Ngân hàng thế giới tính tổng thu nhập quốc dân của Ireland trên đầu người là 41.140 USD - xếp thứ 7 trên thế giới, xếp thứ 6 ở Tây Âu, và xếp thứ 3 trong số các quốc gia EU.